# Jouhenlampi (sjö i Kides, Norra Karelen)
Jouhenlampi är en sjö i kommunen Kides i landskapet Norra Karelen i Finland. Den är 15,5 meter djup. Arean är 23 hektar och strandlinjen är 2,63 kilometer lång.  Den  ingår i Vuoksens huvudavrinningsområde.  Sjön ligger omkring 51 kilometer söder om Joensuu och omkring 340 kilometer nordöst om Helsingfors. 
I sjön finns ön Avoluoto. 